# ساموئل مائوز
ساموئل مائوز (انگلیسی: Samuel Maoz؛ زادهٔ c. 1962) کارگردان فیلم، فیلم‌نامه‌نویس، و طراح تولید اهل اسرائیل است.